# Erwin Hahn
Erwin Hahn   (Sharon, 9 de juny de 1921 - Berkeley, 20 de setembre de 2016) va ser un físic estatunidenc, més conegut pel seu treball en la ressonància magnètica nuclear. El 1950 es va descobrir el ressò d'espín.

## Educació
Va rebre el seu B.S. en Física del Juniata College i el seu MS, i Doctorat de la Universitat d'Illinois a Urbana-Champaign.

## Carrera i investigació
Ha estat professor emèrit de la Universitat de Califòrnia a Berkeley des de 1991 i va ser professor de física, entre 1955 i 1991. El 1971, Hahn va ser elegit membre de l'Acadèmia Americana de les Arts i les Ciències. El 1999 Hahn va ser guardonat amb el Premi Comstock de Física de l'Acadèmia Nacional de Ciències dels Estats Units. El 2013, Sir Peter Mansfield va dir en la seva autobiografia que Hahn era «la persona que realment va perdre» el Premi Nobel per la seva contribució als principis de l'estude dels ressons d'espin. També va rebre la Medalla d'Or del 2016 de la Societat Internacional per a la Ressonància Magnètica en Medicina. El premi, el més alt honor de la Societat Internacional de Ressonància Magnètica en Medicina, li va ser lliurat a Hahn per la seva creació de ressonància magnètica polsada i processos de reenfocament de senyals que són essencials per a la Imatge per ressonància magnètica moderna. Va morir a la ciutat de Berkeley, a l'edat de 95 anys el 2016.